# Lekkoatletyka na Letnich Igrzyskach Olimpijskich 2024 – skok o tyczce mężczyzn
Turniej mężczyzn w skoku o tyczce podczas XXXIII Letnich Igrzysk Olimpijskich w Paryżu odbył się w dniach 3 i 5 sierpnia 2024. Do rywalizacji przystąpiło 31 sportowców. Areną zawodów był Stade de France.

## Terminarz
godziny zostały podane w czasie CEST
| Data            | Godzina rozpoczęcia |                       |
| --------------- | ------------------- | --------------------- |
| 3 sierpnia 2024 | 10:10               | kwalifikacje, grupa A |
| 3 sierpnia 2024 | 10:10               | kwalifikacje, grupa B |
| 5 sierpnia 2024 | 19:00               | finał                 |

## Rekordy
Tabela uwzględnia rekordy uzyskane przed rozpoczęciem rywalizacji.
|                   | Zawodnik         | Wynik  | Miejsce        | Data             |
| ----------------- | ---------------- | ------ | -------------- | ---------------- |
| Rekord świata     | Armand Duplantis | 6.24 m | Xiamen         | 20 kwietnia 2024 |
| Rekord olimpijski | Thiago Braz      | 6.03 m | Rio de Janeiro | 15 sierpnia 2016 |

## System rozgrywek
Do kwalifikacji przystąpiło 32 zawodników. Aby uzyskać awans do finału należało uzyskać minimum kwalifikacyjne – 5.80 m. Jeżeli minimum kwalifikacyjne uzyskało mniej niż 12 sportowców, to kwalifikacje uzyskali zawodnicy, którzy zaliczyli najwyższe wysokości, tak aby liczba finalistów wyniosła 12.

## Wyniki

### Kwalifikacje
| Poz. | Grupa                 | Zawodnik             | Państwo           | Rezultat | Rezultat | Rezultat | Rezultat | Wynik | Uwagi |
| Poz. | Grupa                 | Zawodnik             | Państwo           | 5,40     | 5,60     | 5,70     | 5,75     | Wynik | Uwagi |
| ---- | --------------------- | -------------------- | ----------------- | -------- | -------- | -------- | -------- | ----- | ----- |
| 1    | A                     | Armand Duplantis     | Szwecja           | –        | o        | –        | o        | 5.75  | q     |
| 1    | A                     | Sondre Guttormsen    | Norwegia          | o        | o        | o        | o        | 5.75  | q     |
| 1    | A                     | Emanuil Karalis      | Grecja            | –        | o        | o        | o        | 5.75  | q     |
| 1    | A                     | Ersu Şaşma           | Turcja            | o        | o        | o        | o        | 5.75  | q     |
| 1    | B                     | Oleg Zernikel        | Niemcy            | o        | o        | o        | o        | 5.75  | q     |
| 6    | A                     | Menno Vloon          | Holandia          | xo       | o        | o        | o        | 5.75  | q     |
| 7    | A                     | Ernest John Obiena   | Filipiny          | –        | xx-      | o        | o        | 5.75  | q     |
| 8    | A                     | Sam Kendricks        | Stany Zjednoczone | o        | o        | xo       | xo       | 5.75  | q     |
| 9    | B                     | Huang Bokai          | Chiny             | o        | xxo      | o        | xo       | 5.75  | q,    |
| 10   | A                     | Bo Kanda Lita Baehre | Niemcy            | xo       | o        | xxo      | xxo      | 5.75  | q     |
| 11   | A                     | Valters Kreišs       | Łotwa             | o        | o        | o        | xxx      | 5.70  | q     |
| 11   | A                     | Kurtis Marschall     | Australia         | o        | o        | o        |          | 5.70  | q     |
| 13   | B                     | Claudio Stecchi      | Włochy            | o        | o        | xo       | xxx      | 5.70  |       |
| 14   | A                     | Thibaut Collet       | Francja           | o        | xo       | xxo      | xxx      | 5.70  |       |
| 15   | A                     | Anthony Ammirati     | Francja           | o        | o        | xxx      |          | 5.60  |       |
| 15   | B                     | Ben Broeders         | Belgia            | o        | o        | xxx      |          | 5.60  |       |
| 15   | A                     | Simen Guttormsen     | Norwegia          | o        | o        | xxx      |          | 5.60  |       |
| 15   | B                     | Piotr Lisek          | Polska            | o        | o        | xxx      |          | 5.60  |       |
| 15   | A                     | Robert Sobera        | Polska            | o        | o        | xxx      |          | 5.60  |       |
| 20   | B                     | David Holý           | Czechy            | o        | xo       | xxx      |          | 5.60  |       |
| 20   | B                     | Yao Jie              | Chiny             | o        | xo       | xxx      |          | 5.60  |       |
| 22   | A                     | Jacob Wooten         | Stany Zjednoczone | o        | xxo      | xxx      |          | 5.60  |       |
| 23   | B                     | Torben Blech         | Niemcy            | o        | xxx      |          |          | 5.40  |       |
| 23   | B                     | Robin Emig           | Francja           | o        | xxx      |          |          | 5.40  |       |
| 23   | B                     | Matěj Ščerba         | Czechy            | o        | xxx      |          |          | 5.40  |       |
| 26   | B                     | Pedro Buaró          | Portugalia        | xo       | xxx      |          |          | 5.40  |       |
| 26   | B                     | Christopher Nilsen   | Stany Zjednoczone | xo       | xxx      |          |          | 5.40  |       |
| 26   | B                     | Zhong Tao            | Chiny             | xo       | xxx      |          |          | 5.40  |       |
| 29   | B                     | Urho Kujanpää        | Finlandia         | xxo      | xxx      |          |          | 5.40  |       |
|      | B                     | Husajn Asim Al Hizam | Arabia Saudyjska  | xxx      |          |          |          | NM    |       |
| B    | Pål Haugen Lillefosse | Norwegia             | DNS               | DNS      | DNS      | DNS      | DNS      |       |       |

### Finał
| Poz.   | Zawodnik             | Państwo           | Rezultat | Rezultat | Rezultat | Rezultat | Rezultat | Rezultat | Rezultat | Rezultat | Rezultat | Wynik | Uwagi   |
| Poz.   | Zawodnik             | Państwo           | 5.50     | 5.70     | 5.80     | 5.85     | 5.90     | 5.95     | 6.00     | 6.10     | 6.25     | Wynik | Uwagi   |
| ------ | -------------------- | ----------------- | -------- | -------- | -------- | -------- | -------- | -------- | -------- | -------- | -------- | ----- | ------- |
| złoto  | Armand Duplantis     | Szwecja           | –        | o        | –        | o        | –        | o        | o        | o        | xxo      | 6.25  | WR · OR |
| srebro | Sam Kendricks        | Stany Zjednoczone | o        | o        | o        | x-       | o        | o        | xxx      | –        | –        | 5.95  |         |
| brąz   | Emanuil Karalis      | Grecja            | o        | o        | o        | o        | o        | x-       | xx       | –        | –        | 5.90  |         |
| 4      | Ernest John Obiena   | Filipiny          | o        | o        | x-       | o        | o        | xxx      | –        | –        | –        | 5.90  |         |
| 5      | Ersu Şaşma           | Turcja            | o        | o        | o        | o        | x-       | xx       | –        | –        | –        | 5.85  |         |
| 6      | Kurtis Marschall     | Australia         | o        | o        | x-       | o        | x-       | xx       | –        | –        | –        | 5.85  |         |
| 7      | Huang Bokai          | Chiny             | o        | xo       | o        | xxx      | –        | –        | –        | –        | –        | 5.80  | PB      |
| 8      | Sondre Guttormsen    | Norwegia          | o        | xxo      | o        | x-       | x-       | x        | –        | –        | –        | 5.80  |         |
| 9      | Bo Kanda Lita Baehre | Niemcy            | o        | o        | xx-      | x        | –        | –        | –        | –        | –        | 5.70  |         |
| 9      | Oleg Zernikel        | Niemcy            | o        | o        | xx-      | x        | –        | –        | –        | –        | –        | 5.70  |         |
| 11     | Menno Vloon          | Holandia          | o        | xxo      | xxx      | –        | –        | –        | –        | –        | –        | 5.70  |         |
| 12     | Valters Kreišs       | Łotwa             | xo       | xxx      | –        | –        | –        | –        | –        | –        | –        | 5.50  |         |